# Ptychoptera hugoi
Ptychoptera hugoi är en tvåvingeart som beskrevs av Bo Tjeder 1968. Ptychoptera hugoi ingår i släktet Ptychoptera och familjen glansmyggor. Arten är reproducerande i Sverige. Inga underarter finns listade i Catalogue of Life.